# محمد أباد عنبري (اسماعيلي كرمان)
محمد أباد عنبري (بالفارسية: محمدآباد عنبری) هي منطقة سكنية تقع في إيران في منطقة إسماعيلي. يقدر عدد سكانها بـ 63 نسمة .